# Das stille Haus
Pour plus de détails, voir Fiche technique et Distribution.
Das stille Haus est un film suisse alémanique réalisé en 1995 par Christof Vorster.

## Synopsis
La saison touristique passée, Jacqueline, sa sœur Helen et son mari Hans continuent à loger dans l'hôtel Belvédère, situé loin de tout, près d'un lac. Tous trois semblent vivre en harmonie mais en Jacqueline couve un désir secret, casser la routine, faire exploser le train-train quotidien. Quand un jour, au volant de sa Buick, elle renverse Mark, un jeune homme, elle pressent que l'accidenté va changer sa vie.

## Fiche Technique
- Titre original : Das stille Haus
- Réalisation : Christof Vorster
- Scénario : Christof Vorster
- Musique : Peter von Sibenthal, Christian Brantschen
- Décors : Susann Jauch
- Costumes : Roger Handermann
- Photographie : Rainer Klausmann
- Son : Marc Parisotto
- Montage : Georg Janett
- Producteur : Rudolf Santschi
- Société de production : Triluna Film (Zürich), Schweizer Fernsehen, Tele Club
- Société de distribution : Bernard Lang Filmverleih
- Pays :  Suisse
- Format : 35 mm, couleurs
- Genre : Comédie dramatique
- Langue originale : allemand
- Durée : 88 minutes
- Date de sortie :
  - Allemagne : 23 novembre 1995

## Distribution
- Gudurun Gabriel Jacqueline
- Barbara Rudnik : Helen
- Bernhard Bettermann : Mark
- Hans Schenker : le docteur Berger
- Harriet Hasse : Edmund
- Sabina Ratzmann : la coiffeuse
- Daniel Ludwig : le footballeur

## Autour du film
Les prises de vue ont eu lieu du 30 janvier au 12 mars 1995 à l'hôtel Seehof du Lac à Gersau, à l'Hôtel Vitzenauerhof à Vitznau, à Brunnen et à Schwyz.